# 風変わりな店
『風変わりな店』（仏: La boutique fantasque ）は、バレエ・リュス（ロシア・バレエ団）が1919年に初演した1幕からなるバレエ。もしくは、このバレエのためにイタリアの作曲家オットリーノ・レスピーギが、ロッシーニの音楽に基づいて作曲したバレエ音楽（以下、バレエ音楽を中心に記述）。

## 作曲の経緯
1918年、バレエ・リュスを率いるセルゲイ・ディアギレフから作曲の依頼を受けたレスピーギは、イタリアのペーザロにあるロッシーニ音楽院に保管されていた、ロッシーニの未出版の小品集『老いのいたずら（老いの過ち）』（ロッシーニが晩年に書きためたピアノ曲、歌曲、室内楽曲など約200曲からなる）の中から素材を借りてバレエ音楽を作曲した（第2曲のみ歌曲集「音楽の夜会」から編曲）。レスピーギが施した和声やオーケストレーションにより、音楽の効果は原曲を上回っている。なお、1925年、レスピーギは同じ曲集による姉妹作、管弦楽組曲『ロッシニアーナ』を作曲した。

## 初演
1919年6月5日、ロンドンのアルハンブラ劇場で、レオニード・マシーンの振り付け、アンドレ・ドランの衣装と舞台装置、バレエ・リュスによってバレエ初演が行われた。この時、店主をエンリコ・チェケッティが演じている。

## あらすじ
海岸沿いの玩具店を訪れたアメリカ人の家族とロシア人の家族に、店主は音楽に合わせて踊る人形を見せる。やがて1組の人形の1体が買い上げられるが、残った人形たちが夜中に動きだす。

## 楽器編成
- ピッコロ1
- フルート2
- オーボエ2
- コーラングレ1
- クラリネット2
- ファゴット2
- ホルン4
- トランペット3
- トランペット3
- トロンボーン3
- チューバ1
- 打楽器：バスドラム、スネアドラム、シンバル、トライアングル、タンブリン、カスタネット、チューブラベル、シロフォン、グロッケンシュピール
- チェレスタ1
- ハープ1
- 弦五部

## 構成
1幕のバレエ音楽であり、以下の曲は連続して演奏される。
1. 序曲
2. タランテラ
3. マズルカ
4. コサックダンス
5. カン・カン
6. ゆっくりなワルツ
7. 夜想曲
8. ギャロップ